# Євангеліє від ластівки
«Євангеліє від ластівки» — зібрка віршів Ірини Жиленко.

## Опис
Поетичний світ Ірини Жиленко — це любов до життя та лірика в кожному рядку. Поетеса ділиться своїми давніми спогадами з дитинства, закоханістю та навколишньою природою. Навіть про сумні речі поетеса розповідає зі світлою меланхолією, дуже довіряючи своїм слухачам та читачам, тому її слова так западають в душу.
До книги «Євангеліє від ластівки» увійшли її кращі твори, які раніше друкувалися в різних збірниках: «Автопортрет у червоному», «Вікно у сад», «Вечірка у старій винарні», «Цвітіння сивини» та інших. Їх об'єднують теми сім'ї, простих радощів та природи, які набувають особливого символізму на цих сторінках. В кінці видання читачі знайдуть післямову від Елеонори Соловей — літературної критикині та літературознавиці, членкині міжнародного ПЕН-клубу.

## Видання
Ірина Жиленко. Євангеліє від ластівки. — Київ : Університетське видавництво ПУЛЬСАРИ, 2006. — P. 488. — ISBN 966-01-0320-4.
Ірина Жиленко. Євангеліє від ластівки. — Київ : А-ба-ба-га-ла-ма-га, 2017. — P. 384. — ISBN 978-617-585-126-5.

## Див. Також
- «Вікно у сад»
- «Вірш для Діани»
- «Крамничка антикварій. Захід сонця»